# Murray Rose
Iain Murray Rose  (Nairn, Škotska, 6. siječnja 1939.) je bivši australski plivač.
Višestruki je olimpijski pobjednik u plivanju, a 1965. godine primljen je u Kuću slavnih vodenih sportova.